# Nealcidion batesii
Nealcidion batesii är en skalbaggsart som först beskrevs av Kirsch 1889.  Nealcidion batesii ingår i släktet Nealcidion och familjen långhorningar. Inga underarter finns listade i Catalogue of Life.